# رافاييل فرانكو
رافاييل فرانكو (بالإسبانية: Rafael de la Cruz Franco Ojeda)‏ هو سياسي باراغواياني، ولد في 22 أكتوبر 1896 في أسونسيون في باراغواي، وتوفي بنفس المكان في 16 سبتمبر 1973. حزبياً، نشط في Revolutionary Febrerista Party ‏. وقد انتخب رؤساء باراغواي.

## روابط خارجية
- رافاييل فرانكو على موقع مونزينجر (الألمانية)